# Односи Југославије и Совјетског Савеза
Односи Совјетског Савеза и Југославије били су историјски спољнополитички односи између Совјетског Савеза и Југославије (Краљевина Југославија 1918–1941. и Социјалистичка Федеративна Република Југославија 1945–1992). Обе државе су сада непостојеће државе са распадом Совјетског Савеза 1991. и распадом Југославије од 1991. до 1992. године. Односи између две земље развијали су се веома двосмислено. До 1940. били су отворено непријатељски настројени, 1948. су поново пропали, а 1949. су потпуно нестали. У периоду 1953–1955. билатерални односи су обновљени потписивањем Београдске декларације, али су до распада Југославије остали веома уздржани. Односи са Совјетским Савезом су били од високог приоритета за Београд, јер су ти односи или њихово одсуство помогли земљи да развије принцип хладноратовске равноправне дистанце на коме се заснивала југословенска политика несврстаности.
Иако географски нису блиске, обе земље су биле претежно словенске са значајним заједничким православним традицијама које су се посебно одразиле у историјским односима пре Првог светског рата између Руске империје са Кнежевином Србијом и Кнежевином Црном Гором. Значајне историјске, културне и политичке везе ипак се нису огледале у блиским билатералним односима са тензијама и стратешким поделама које су се наставиле скоро током целог постојања Југославије и Совјетског Савеза. Тек у јуну 1940. Краљевина Југославија је формално признала СССР и успоставила дипломатске односе, једна од последњих европских земаља која је то учинила.
Шездесетих и осамдесетих година 20. века трговина између две земље била је значајна и расла је до 1985. године. СССР је постао велики потрошач југословенских културних производа објављивањем превода књига југословенских писаца и представљањем југословенских филмова.
Док је у случају Совјетског Савеза Руска Федерација била међународно призната као једина држава наследник, у југословенском случају је постојала заједничка сукцесија са пет суверених равноправних држава наследница које су настале распадом федерације. Србија и Руска Федерација ипак признају континуитет свих међудржавних докумената потписаних између две земље од 1940. године. Хрватска, користећи принцип и законодавну процедуру за сукцесију државе, формално признаје неке од старих споразума као што су Споразум о научној и техничкој сарадњи из 1955. године, Споразум о културној, научној и образовној сарадњи из 1974. или Споразум о високошколским квалификацијама из 1988. године.

## Историја

### Међуратни период
Након што је Грађански рат у Русији завршен 1922. бољшевичком победом, односи између међуратне Краљевине Југославије и Совјетског Савеза остали су хладни. Влада Краљевине СХС је од 1920. године дочекала десетине хиљада антибољшевичких руских избеглица, углавном оних који су побегли после коначног пораза руске војске под генералом Пјотром Врангелом на Криму у новембру 1920. године, образлажући своје гостопримство представљањем да враћа дуг који Србија дугује Русији због њене интервенције на страни Србије приликом избијања Првог светског рата. Краљевина СХС постала је дом за 40.000 прогнаника из Руске империје. Године 1921, на позив Патријарха српског Димитрија, руководство Руске цркве у изгнанству пресељено је из Цариграда у Србију и септембра 1922. у Сремске Карловце (до 1920. седиште укинуте Карловачке Патријаршије) успоставио је де факто независну црквену управу која је неколико година касније основана као Руска православна загранична црква (РПЦ).
Владе КСХС од 1918. су сматрале да је "комадање Русије" привремено, тако да нису признавале балтичке државе; 1924. се сматрало да нема никаквог уговора са Румунијом, иначе савезницом у Малој Антанти, који би обавезивао КСХС на рат са "Русијом" због Бесарабије (треба рећи да је у том тренутку било огорчења према Румунима након што су приликом разграничења у Банату опљачкани Модош и Пардањ, дан. Јаша Томић и Међа).
Током 1940. успостављени су совјетско-југословенски званични контакти у области науке. Фебруара 1940. успостављени су званични односи између Балканолошког института у Београду и Академије наука СССР.
Односи Краљевине Југославије и совјетске Русије остају хладни све до почетка Другог светског рата, када југословенска влада признаје совјетску власт у Русији.

### Други светски рат
Након војног успеха Југословенских партизана, нове власти у земљи желеле су да стекну међународно признање од стране Совјетског Савеза, Уједињеног Краљевства и Сједињених Држава насупрот југословенском владом у егзилу. Москва и Лондон су били добро обавештени о догађајима током Другог светског рата у Југославији већ у јесен 1941. године.  Уочи Московске конференције октобра 1943. Јосип Броз Тито је обавестио совјетске власти да његов покрет не признаје Владу у егзилу и да ће спречити краља Југославије у сваком покушају да се врати у земљу јер би то могло да изазове грађански рат. Москва је била уздржана и резервисана у подршци југословенским партизанима у страху да би могла да се супротстави западним савезницима. Совјети су стога били изиритирани радикализмом Другог заседања Антифашистичког већа народног ослобођења Југославије које је организовано без било какве претходне консултације са Совјетским Савезом. Совјетска војна мисија код југословенских партизана стигла је фебруара 1944. године, у време када је већ постојала британска мисија од фебруара 1942. године. Тито је напустио острво Вис 19. септембра 1944. и 21. септембра састао се са Стаљином у Москви. Уз подршку у логистици и ваздушним снагама западних савезника и совјетских копнених трупа у завршној фази рата током Београдске операције, Југословенска армија је на крају добила контролу над целом земљом и пограничним регионима Трст и Корушка. Док је совјетска подршка у завршној фази рата била значајна, посебно на североистоку земље (Војводина, Славонија, Београд), југословенски комунисти, за разлику од већине источноевропских комуниста, своју победу нису заснивали првенствено након офанзиве Црвене армије. Совјетски Савез је пристао да не третира северне ослобођене делове Југославије као окупиране територије (као и остале територије у Европи) и да ће свакодневни живот организовати локална цивилна администрација. За шест месеци присуства Црвене армије у Југославији цивилне власти су примиле извештаје о 1219 случајева силовања, 359 покушаја силовања, 111 убистава, 248 покушаја убиства и 1204 пљачке са повређеним лицима. Тито је изразио свој гнев због таквог развоја догађаја и настојања да се југословенски војници и полицајци регрутују у совјетске тајне службе. Током састанка с Андријом Хебрангом јануара 1945. Стаљин се осврнуо на извештаје о недоличном понашању, али је подвукао да су то изоловани случајеви. Касније те године, током новог састанка између Стаљина и Тита, југословенски лидер се још једном пожалио на случајеве силовања у Београду због којих је совјетски лидер остао без речи.
Тито је у пролеће 1945. поново отпутовао у Москву. Том приликом потписао је 11. априла 1945. Уговор о пријатељству, узајамној помоћи и послератној сарадњи између Совјетског Савеза и Југославије. Наведени уговор је представљао темељ југословенске спољнополитичке оријентације. Почивао је на принципима које је афирмисала савезничка антифашистичка коалиција и био основа на којој су СССР и земље „народне демократије“ темељиле своју безбедност у послератној Европи.
- Дочек Црвене армије у ослобођеном Београду октобра 1944.
- Ослобођење Београда 1944.
- Ослобођење Београда 1944.
- Прослава ослобођења Београда у Словенији

### Хладни рат

#### Период зближавања 1945–1948.
Социјалистичку Југославију (проглашену 29. новембра 1945.) СССР је признао 19. децембра исте године. Новембра 1945. Председник Југославије Јосип Броз Тито је дао интервју Тајмсу у којем је подвукао да „југословенски народ гаји топле и дубоке симпатије, пријатељство и братство са народима Совјетског Савеза. Али у томе нема ничег ексклузивног." наглашавајући намеру земље да одржи независност. Од 1945. до 1948. Југославија је потписала уговоре о пријатељству и узајамној помоћи са готово свим источноевропским државама. Југославија и Совјетски Савез потписали су Уговор о пријатељству и сарадњи 11. априла 1945. у Москви. Информбиро се тада првобитно налазио у Београду.

#### Раскол Тито-Стаљин 1948.
У прве две године након рата, односи између ФНРЈ и совјетског руководства, које је у том периоду настојало да удовољи западним савезницима у Другом светском рату захтевима СССР-а у Европи, нису били без несугласица око бројних питања, као што су територијалне претензије Југославије на италијански део Слободне територије Трста и део аустријске Корушке насељен корушким Словенцима, Титови напори да игра водећу улогу у целом региону Балкана, као и због Стаљиновог оклевања да одлучно подржи грчке комунисте у грађанском рату у Грчкој, које су активно подржавале Југославија, Бугарска и Албанија. До драстичног погоршања односа дошло је почетком 1948. године. Претпоставка у Москви је била да ће Тито, када се сазна да је изгубио совјетско одобравање, изгубити власт. Протеривање је практично избацило Југославију из међународне заједнице социјалистичких држава, док су друге социјалистичке државе источне Европе касније претрпеле чистке од наводних "титоиста". Суочена с економским ембаргом Источног блока и могућношћу војног напада, Југославија је тражила помоћ од Запада, углавном Сједињених Држава. Стаљин је то схватио лично и покушао је, безуспешно, да убије Тита у неколико наврата. Титов успешан отпор Стаљину 1948. повећао је његову популарност како у Југославији тако и широм света и дефинисао будуће совјетско-југословенске односе. Са погоршањем односа, југословенско представништво у Уједињеним нацијама чак је оптужило Совјетски Савез да је започео Корејски рат.

#### Нормализација односа у периоду дестаљинизације
Југословенско-совјетска нормализација након Стаљинове смрти била је под утицајем процеса Дестаљинизације, стварања Покрета несврстаних и симболизована је у размени писама у марту 1955. године. Тито и Хрушчов су се договорили да се састану у Београду. Никита Хрушчов долази у посету Титу од 26. маја до 3. јуна. Извинио се Југославији за неправду која јој је учињена и њих двојца потписују Београдски споразум. Годину дана након тога, 1956. Тито узвраћа посету Москви. Ту су потписали Московски споразум. Септембарски сусрети Тита и Хрушчова 1956. године одржани су у атмосфери заоштравања кризе у Мађарској. Посете Хрушчова Југославији и Тита Совјетском Савезу (Криму) означене су као приватне и имале су форму годишњих одмора. Постепено побољшавање односа зауставила је Совјетска интервенција Мађарској 1956. године. Иако је југословенско руководство вербално подржало Совјетски Савез у интервенцији, односи између две земље поновно су захладили. Тито је тада одлучио да Југославија у спољним односима треба да се фокусира на неутралност и несврставање уз војне блокове, политика на темељу које је убрзо фомиран Покрет несврстаних од 1961. године.
Социјалистичко самоуправљање, иако никада није формално усвојено ни у једној држави Источног блока, било је популарна идеја у Пољској, Чехословачкој и Мађарској.
Председник Југославије Тито је чак присуствовао Конференцији Варшавског пакта 1967. („једини пут када је председник Југославије био присутан“) у настојању да убеди земље Источног блока да подрже југословенског несврстаног савезника Египат у Шестодневном рату док је Југославија такође дозволила државама чланицама да користе свој ваздушни простор за испоруку војне помоћи.
Нови период антагонизма започео је 1968. инвазијом Варшавског пакта на Чехословачку. За разлику од вербалне подршке Совјетској интервенцији Мађарској 1956, Југославија је најоштрије осудила инвазију на Чехословачку коју је сматрала посебно блиском земљом. Јосип Броз Тито је 12. јула 1968. дао интервју египатском дневнику „Ел Ахрам” где је рекао да верује да совјетски лидери нису тако кратковидни [...] да би водили политику силе за решавање унутрашњих послова Чехословачке. Председник Тито је посетио Праг 9. и 10. августа 1968. године, само неколико дана пре интервенције, док се велика група од 250.000 демонстраната окупила у Београду када је интервенција почела. Југославија је пружила уточиште за бројне грађане Чехословачке (многи на летњим празницима) и политичаре укључујући Ота Шика, Јиржи Хајек, Франтишек Власак и Штефан Гашпарик. Током и након инвазије, хиљаде грађана Чехословачке искористило је Југославију као најважнији пут емиграције у западне земље.
Односи су се поново побољшали након 24. конгреса Комунистичке партије Совјетског Савеза 1971. године са новом совјетском стратегијом међународне политике према Сједињеним Државама и Покрету несврстаних, док је Југославија усвојила позитиван став према совјетској политици деескалације и сарадње са Западом. Јосип Броз Тито је 5. јуна 1972. добио Орден Лењина, највиши национални орден Совјетског Савеза.
Југословенска дипломатија је поново била узнемирена 1979, када се одиграла совјетска интервенција у Авганистану, земљи која је, слично као и Југославија, у то време била несврстана и социјалистичка земља ван Варшавског пакта. Југославија је званично осудила совјетску интервенцију и изразила „чуђење“ и „дубоку забринутост“ због развоја догађаја у Авганистану. Интервенција се догодила када се Титова здравствена ситуација погоршала те се тумачило да Москва чека да Тито умре како би Совјети могли да обнове притисак на Београд. Леонид Брежњев и Андреј Громико су присуствовали сахрани Јосипа Броза Тита 1980. године.
Током периода Перестројке и Гласности односи су затоплили, па је Михаил Горбачов боравио у посети Југославији 1988. године. У Дубровнику је 18. марта 1988. године потписана нова совјетско-југословенска декларација која се бавила искључиво односима КПСС и СКЈ. Осим тога, Михаил Горбачов је током своје посете 1988. године говорио у југословенској скупштини, и изјавио је следеће: „Добри односи између наших земаља нарушени су кривицом совјетског руководства”. Тако је први пут шеф СССР-а отворено признао кривицу Совјетског Савеза за совјетско-југословенски сукоб 1948-1949. Поред тога, током своје посете, Горбачов се састао на вечери са Слободаном Милошевићем.
Након пада Берлинског зида и слома комунизма у Европи, обе федерације улазе у дубоку кризу. Русија, која је била преокупирана распадом Совјетског Савеза и галопирајућим крахом свог привредног система, била је немоћна за било какве међународне акције и интервенције. Овај период се поклопио са кризом и распадом СФРЈ. Иако је руска влада била за очување југословенске заједнице, она је ипак међу првима признала независност Хрватске и Словеније и с њима успоставила дипломатске односе већ 25. маја 1992. године.
- Леонид Брежњев у фабрици Застава аутомобили у Крагујевцу 1976.
- Никита Хрушчов у Копру 1963.
- Тито и Хрушчов у Скопљу 1963.
- Леонид Брежњев и Јосип Броз Тито у Кијеву 1973.